# Saint-Florentin (Indre)
Saint-Florentin é uma comuna francesa na região administrativa do Centro, no departamento de Indre. Estende-se por uma área de 15,95 km². Em 2010 a comuna tinha 539 habitantes (densidade: 33,8 hab./km²).